# سعيد مراد (موسيقي)
سعيد محمد مراد (وُلد عام 1958-) هو فنان ومؤلف موسيقي فلسطيني من مواليد مدينة القدس، مؤسس ومدير لفرقة صابرين والتي أصبحت جمعية فيما بعد. دمج سعيد أنماط الموسيقى الفلسطينية المختلفة (الموسيقى العربية، البوب، الأغاني الشعبية عن الكفاح الوطني، والموسيقى الدينية) من خلال ألحان مبتكرة ومعاصرة وأساليب توزيع جديدة أحدثت ثورة في الموسيقى الفلسطينية وامتدت إلى أنحاء العالم.

## حياته
ولد سعيد محمد مراد في الحي الإسلامي في مدينة القدس في العام 1958، بدأ إهتمامه بالموسيقى في عام 1973، وتتلمذ على يد الموسيقار جاك لحام في معهد الفنون الجميلة وشارك مع فرقة الكواكب المسرحية. وفي عام 1980 أسس مع مجموعة الموسيقيون والمغنية كاميليا جبران فرقة صابرين التي تحولت إلى جمعية صابرين للتطوير الفني التي تعمل على تطوير البرامج التعليمية الموسيقية للأطفال والشباب.
تزوج من فادية دعيبس والتي توفيت بحادث سير أثناء عودتها من مهمة عمل من تركيا، وله ولدان بشار وفادي.

## أعماله
لحن العديد من القصائد الشعرية للشعراء منهم محمود درويش، سميح القاسم، حسين البرغوثي، سيد حجاب، وطلال حيدر، ومن أشهر أعمال مراد وفرقة صابرين:
- ألبوم دخان البراكين، صدر عام 1982 بعد إجتياح بيروت.
- البوم موت النبي، صدر عام 1987 أثناء الانتفاضة الفلسطينية الأولى.
- ألبوم جاي الحمام، صدر عام 1994.
- البوم على فين، صدر عام 2000.
- أوبريت "القدس بوابة السماء" عام 2010 (فرقة صابرين وفرقة البصائر للإنشاد الديني، وجوقة القديس يعقوب الأرثوذكسي، إضافة لفرقة الجي تاون الشبابية التي قدمت الراب بنكهة مقدسية).
- أغنية مصورة "وعدتني بالحلق" عام 2020.

## روابط خارجية
- سعيد مراد على موقع ديسكوغز (الإنجليزية)